# Comté de Franklin (Texas)
Pour les articles homonymes, voir Comté de Franklin.
Le comté de Franklin, en anglais : Franklin County, est un comté situé dans le nord-est de l'État du Texas aux États-Unis. L'origine de son nom, n'est pas clair, mais certains pensent qu'il est nommé en l'honneur de Benjamin Cromwell Franklin, un juge texan, et pas le plus fameux Benjamin Franklin du XVIIIe siècle. Le siège du comté est Mount Vernon. Selon le  recensement de 2020, sa population est de 10 359 habitants. 
Le comté a une superficie de 763 km2, dont 740 km2 est de terre.